# Gareth Thomas (acteur)
Gareth Daniel Noake Thomas (Brentford, 12 februari 1945 – Surrey, 13 april 2016) was een Welshe acteur. Hij is vooral bekend van zijn rol als Roj Blake in de BBC-sciencefictiontelevisieserie  Blake's 7 (1978–1981).

## Biografie
Gareth Thomas werd geboren in Brentford (Engeland) en groeide op in Aberystwyth (Wales). Hij was de jongste van twee zonen van Kenneth Thomas en Olga Noake. Hij genoot zijn opleiding aan de RADA.
Thomas was drie keer getrouwd. Met zijn eerste vrouw, Annie, kreeg hij twee kinderen. Dit huwelijk eindigde in een scheiding. Het huwelijk met zijn tweede vrouw Sheelagh Wells, een visagiste die had gewerkt aan Blake's 7, eindigde eveneens in een scheiding. Met zijn derde vrouw, Linda, bleef hij getrouwd tot zijn dood.
Na vele jaren in de Schotse grensstreek te hebben gewoond, verhuisde hij in 2009 naar Surrey, waar hij op 13 april 2016 overleed aan hartfalen, op 71-jarige leeftijd.

## Carrière
Thomas was te zien in veel televisieseries, waaronder De Wrekers, Coronation Street, Z-Cars, Special Branch, Public Eye, Wie betaalt de veerman?, Bergerac, The Citadel, London's Burning, Casualty, Taggart, Heartbeat, Sherlock Holmes, Torchwood en Midsomer Murders.
Hij verscheen ook in tal van RSC-producties zoals Driekoningenavond, Othello en Anna Christie, evenals producties van de English Shakespeare Company zoals Hendrik IV, deel 1 en deel 2, Hendrik V, Koning Lear, Educating Rita, Cat on a Hot Tin Roof, The Crucible, Equus en Déjà Vu. In 2010 gaf hij een gesmaakt optreden als Ephraim Cabot in een productie van Desire Under the Elms.
In 2012 kroop Thomas terug in de rol van Roj Blake in Blake's 7: The Liberator Chronicles, een serie dramatische lezingen die zich situeren tijdens het eerste seizoen voor de dood van Olag Gan. Een van zijn laatste optredens was in 2013 als broeder Cadfael in een bewerking van The Virgin in the Ice van Ellis Peters.
Hij werd twee keer genomineerd voor een BAFTA, voor zijn optreden in de aflevering "Stocker's Copper" van de BBC-dramaserie Play for Today uit 1972 en voor zijn rol in de serie Morgan's Boy in 1984.